# Kamel Talhaoui
Kamel Talhaoui, född 18 mars 1971, är en algerisk friidrottare. Han deltog vid olympiska sommarspelen 2000.